# Kadashman-turgu
Kadashman-Turgu of Kadašman-Turgu was ca. 1282-1264 v.Chr. koning van Karduniaš. Hij was volgens een inscriptie de zoon van zijn voorganger Nazi-maruttash. Er zijn een aantal korte votiefinscripties van hem bekend en een tempelinscriptie in Marad en de ziggurat van Nippur. Hij onderhield betrekkingen met de Hettieten onder Hattušili en sloot een bondgenootschap met hem.. Hattušili beklaagde zich bij hem over het gebrek aan medewerking van de farao, waar hij het wel mee eens was.. Er is een erg fragmentarisch tablet met de namen van Kadashman-Turgu en Adad-nirari I erop dat mogelijk een verdrag tussen hen beiden geweest is. Volgens een van de koningslijsten zou hij 18 jaar geregeerd hebben. Uit oorkonden kunnen daarvan 17 nagewezen worden, maar verder is van zijn activiteiten erg weinig bekend.